# Saint-Laurent-les-Tours
Saint-Laurent-les-Tours är en kommun i departementet Lot i regionen Occitanien i södra Frankrike. Kommunen ligger i kantonen Saint-Céré som tillhör arrondissementet Figeac. År 2022 hade Saint-Laurent-les-Tours 845 invånare.

## Befolkningsutveckling
Antalet invånare i kommunen Saint-Laurent-les-Tours
| Referens: INSEE |